# Nombre esfènic

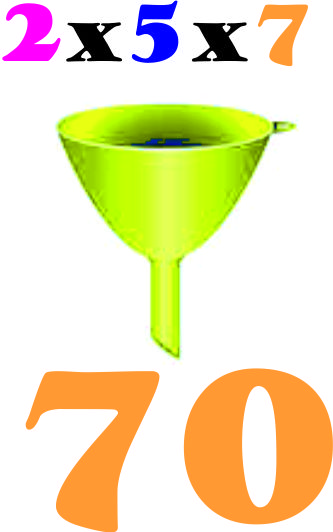
70 és un nombre esfènic

En la teoria de nombres, un nombre esfènic (del grec antic: σφήνα, falca) és un nombre enter positiu compost a partir de tres nombres primers diferents.

## Definició
Un nombre esfènic és un producte pqr on p, q i r són tres nombres primers diferents.
Per exemple, 
- 70 = 2 × 5 × 7 és un nombre esfènic
- 60 = 22 × 3 × 5 està format per tres nombres primers, però no és esfènic (2 x 2 x 3 x 5).

## Exemples
El nombre esfènic més petit és 30 = 2 × 3 × 5, que és el producte dels tres primers nombres primers més petits.
Els primers nombres esfenics són
30, 42, 66, 70, 78, 102, 105, 110, 114, 130, 138, 154, 165, 170, 174, 182, 186, 190, 195, 222, 230, 231... (successió A007304 a l'OEIS)
on
30 = 2 × 3 × 5
42 = 2 × 3 × 7
66 = 2 × 3 × 11
70 = 2 × 5 × 7
78 = 2 × 3 × 13
...
El gener del 2016, el nombre esfènic més gran és 
(274.207.281 − 1) × (257.885.161 − 1) × (243.112.609 − 1).
que és el producte dels nombres primers més grans coneguts.

## Divisors
Tots els nombres esfènics tenen exactament vuit divisors. Si expressem el número esfènic com {\displaystyle n=p\cdot q\cdot r}, on p, q, i r són nombres primers diferents, llavors el conjunt de divisors de n són:
{\displaystyle \left\{1,\ p,\ q,\ r,\ pq,\ pr,\ qr,\ n\right\}.}
L'invers no es manté. Per exemple, 24 no és un nombre esfènic, però té exactament vuit divisors.

## Propietats
Tots els números esfènics són, per definició, lliures de quadrats, perquè els factors primers han de ser diferents.
La funció de Möbius de qualsevol nombre esfènic és −1.
Els polinomis ciclotòmics {\displaystyle \Phi _{n}(x)}, que s'apoderen de tots els nombres esfènics n, poden contenir coeficients arbitràriament grans (per a n, un producte de dos primers són els coeficients {\displaystyle \pm 1} o {\displaystyle 0}).

## Nombres esfènics consecutius
El primer cas de dos esfènics consecutius enters és 230 = 2 × 5 × 23 i 231 = 3 × 7 × 11.
El primer cas de tres esfènics consecutius és 1309 = 7 × 11 × 17, 1310 = 2 × 5 × 131, i 1311 = 3 × 19 × 23.
No hi ha cap cas de més de tres esfènics consecutius, perquè cada quart sencer positiu consecutiu és divisible per 4 = 2 × 2 i, per tant, no està lliure de quadrats.
Els nombres 2013 (3×11×61), 2014 (2×19×53), i 2015 (5×13×31) són esfènics consecutius. Els propers tres nombres esfèrics consecutius són 2665 (5×13×41), 2666 (2×31×43) i 2667 (3×7×127) (successió A165936 a l'OEIS).